# ويلهلم غروز
ويلهلم غروز (بالألمانية: Wilhelm Grosz)‏ (و. 1894 – 1939 م) هو موزع (موسيقى)، وملحن، وعازف بيانو، ومؤلفو موسيقى تصويرية نمساوي، ولد في فيينا، يستخدم آلات بيانو، توفي في نيويورك، عن عمر يناهز 45 عاماً، بسبب نوبة قلبية. أُجبر غروز على الفرار من موطنه الأصلي بسبب تمكن النازيين من السلطة، واستقر في إنجلترا عام 1934. لم يتلقى اهتمامًا كبيرًا بأسلوبه الموسيقي المبتكر، فتوجه الى استخدم مواهبه في تأليف كلمات الأغاني الشعبية التي حقق بعضها نجاحًا عالميًا. 

## وصلات خارجية
- ويلهلم غروز على موقع IMDb (الإنجليزية)
- ويلهلم غروز على موقع ميوزك برينز (الإنجليزية)
- ويلهلم غروز على موقع ديسكوغز (الإنجليزية)
- ويلهلم غروز على موقع ديسكوغز (الإنجليزية)
- ويلهلم غروز على موقع ديسكوغز (الإنجليزية)
- ويلهلم غروز في قاعدة بيانات الأفلام على الإنترنت